# 通信技術の年表
通信技術の年表（つうしんぎじゅつのねんぴょう）とは、通信技術の歴史に関する年表である。ここでは主要な項目を挙げ、インターネット、放送、電話、郵便など各分野の詳細年表については各項目に譲る。また、通信技術の歴史も参照のこと。

## 主要年表
- 紀元前19世紀頃 - 古代エジプトで現在知られる最古の暗号 → 暗号史
- 紀元前6-4世紀頃 - 古代ペルシアで街道（王の道）と駅伝制の整備。
- 2世紀初頭 - 中国で実用的な製紙法の発明。情報の運搬が容易に。→紙、蔡倫
- 狼煙（のろし）を使った通信。
- 飛脚による親書通信。
- 望遠鏡の発明。視覚通信への応用により文字コード伝達が可能となる。
- 郵便制度。
- 鉄道の腕木信号
- 伝書鳩
- 手旗信号 - 腕木通信

### 1800年代
- 1832年 - シリングが電信機を発明。
- 1837年 - モールスがモールス符号を考案。
- 1850年 - イギリス・フランス間で海底ケーブルを使った電信サービスを開始。
- 1870年 - 日本、東京・横浜で電信（電報）サービスを開始。
- 1875年 - アレクサンダー・グラハム・ベルが電話機を発明。

エジソンと発明・特許競争を行った
- 1895年 - マルコーニが無線電信機を発明。

1897年に会社を設立し、無線電信を商用化。

### 1900年代
- 1902年 - レジナルド・A・フェセンデンが無線電話の実験に成功。
- 1905年 - 日本、日本海海戦で無線通信が使用される。

商船からの通報で戦局を有利にした。
- 1906年　- ドイツ人コルン（Arthur Korn）とフランス人ベラン（Edouard Belin）がほぼ同時に写真電送（ファクシミリ）に成功。
- 1920年 - フランク・コンラッドが世界初の商用ラジオ局KDKAを開設。
- 1925年 - 東京放送局（JOAK）が開設。日本初のラジオ局。
- 1928年 -日本電気の丹羽保次郎と小林正次がNE式写真電送機を開発。日本におけるファクシミリの実用化。1930年に逓信省に採用される。
- 1930年代 - アメリカ、ヨーロッパなどでテレビ放送がはじまる。
- 1940年代 - 情報理論の基礎が確立される。デジタル通信の基盤となる科学。
- 1953年 - 日本、テレビ放送の本放送を開始。
- 1956年 - 日本、太平洋横断ケーブルを使った電信サービスを開始。
- 1963年 - 日米間の衛星中継に成功。

ケネディ大統領暗殺のニュースが流された。
- 1960年代 - 日本、カラーのテレビ放送が始まる。

徐々にカラー放送の番組が増える。1970年代に完全にカラー化した。
- 1968年 - 日本、ポケットベルサービス開始。
- 1970年代後半 - 300bpsの音響カプラが登場。
- 1979年 - 日本、首都圏で自動車電話サービスが始まる。

セルラー方式のアナログ携帯電話。後に軽量化され携帯電話となった。
- 1980年 - G3 ファクシミリの規格が定まる。

アナログモデムを使ったデジタル画像通信で、現在（2005年）の電話用ファクシミリの規格。
- 1980年代 - 世界的に通信自由化の流れが起こった。
- 1983年 - イーサネットがIEEE 802.3 CSMA/CDとして標準化される。
- 1985年 - 日本、通信自由化。電電公社がNTTに民営化。

通信開放によりパソコン通信サービスが始まる。また、これ以前は規制されていたインターネットの電子メールの交換が行えるようになった。
- 1980年代後半 - 1200bps～2400bps の電話モデムが登場。
- 1988年 日本、ISDNサービスを開始。デジタル通信サービス。
- 1989年 - 日本、衛星放送の本放送を開始。
- 1989年 - インターネットの商用解禁とインターネットサービスプロバイダの出現。同年にはWWWも登場し、インターネットの世界的な普及がはじまった。
- 1990年代前半 - 9600bps～14400bps の電話モデムが登場。
- 1990年代後半 - 世界的にデジタル携帯電話の普及が進む。
- 1995年 - ヨーロッパでDAB方式によるデジタルラジオ放送を開始。
- 1999年 - AppleがAirMacを発表。IEEE 802.11を用いた無線LAN機器の普及が始まる。

### 2000年代
- 2000年12月1日 - 日本、BSデジタル衛星放送を開始。
- 2001年 - 日本、ブロードバンド元年'。Yahoo!BBがADSL方式によるブロードバンドインターネットの価格破壊を起こし、Mbps級の通信環境が業務用だけでなく家庭でも急激に浸透しはじめる。
- 2000年代前半 - 世界でインターネットラジオ放送局が出現しはじめる。
- 2003年10月10日 - 日本、地上デジタル音声放送の実用化試験が、東京地区・大阪地区ではじまる。
- 2003年12月1日 - 日本、地上デジタルテレビジョン放送が大都市圏ではじまる。
- 2000年代半ば - 中国で携帯電話の爆発的な普及が進む。
- 2005年2月 - YouTubeが開設される。インターネットを用いた動画配信サービスが相次いで登場。
- 2006年 - この頃、世界の携帯電話の出荷台数が年間10億台近くになった。

世界人口の約1/6から1/7の規模。
- 2006年4月 - 日本、ワンセグメント放送の本放送を開始。

主に携帯機器など移動体を対象にしたデジタルテレビ放送。
- 2016年 - 中国科学技術大学において、人工衛星と地上のおよそ1,200キロメートルを量子で通信することに成功した[1]。
- 2010年後半 - ビッグ・テックとよばれる企業の盛宴が一段と注目をあびた

## 詳細年表
歴史説明をもつ項目
- 郵便
- 電話、電話機
- ファクシミリ
- 携帯電話
- テレビ
- ラジオ
- インターネット
- 暗号史